# 蘭格漢氏細胞組織球增生症

蘭格漢氏細胞組織球增生症（英語：Langerhans Cell Histiocytosis, LCH），舊稱組織球增生症 X (Histiocytosis X)，是一種由骨髓中骨髓細胞系祖細胞異常增生和分化引起的組織細胞增生症。 這些異常細胞具有蘭格漢氏細胞的某些特徵，特別是表達 CD1a 和 CD207（蘭格林蛋白, Langerin）。 這些細胞浸潤一個或多個器官系統，招募其他免疫細胞（如T淋巴細胞、巨噬細胞、嗜酸性粒細胞），形成肉芽腫樣病灶，導致組織損傷。 LCH 的臨床表現非常多樣，輕則出現單個自癒性病灶，重則可發展成危及生命的多系統疾病。

## 病因與發病機制
LCH 的核心發病機制是有絲分裂原活化蛋白激酶（Mitogen-Activated Protein Kinase, MAPK）信號通路的持續活化。 大約 50-60% 的病例源於 BRAF 基因 V600E 位點的體細胞點突變。 在 BRAF V600E 陰性的病例中，最常見的突變發生在 MAP2K1 基因（編碼 MEK1 蛋白），約佔所有病例的 20-25%。 其他較少見的 MAPK 通路相關突變包括 ARAF、MAP3K1、NRAS、KRAS 等基因的改變。 近期發現，少數 LCH 病例（特別是嬰兒期發病）與 ALK 基因重排有關，形成所謂的 ALK 陽性組織細胞增生症。
研究表明，這些驅動突變存在於骨髓中的造血幹/祖細胞以及下游的單核細胞和樹突狀細胞中。 這意味著 LCH 是一種起源於骨髓的骨髓增生性腫瘤 (myeloid neoplasm)。 突變的祖細胞產生攜帶突變的單核細胞，這些細胞進入血液循環，遷移到組織中，在局部微環境信號的影響下分化成致病的類蘭格漢氏細胞。 這些細胞具有炎症特性，分泌細胞因子和趨化因子，招募其他免疫細胞，形成肉芽腫樣病灶，最終導致組織破壞。 在成人中，LCH 有時會與其他骨髓腫瘤（如骨髓增生異常綜合徵、骨髓增殖性腫瘤）同時發生，提示共同的克隆起源。

## 流行病學
LCH 主要影響兒童，發病高峰在 1-4 歲之間。基於人群的研究顯示，兒童年發病率約為每百萬人 2-9 例。 成人發病率較低，估計每年每百萬人約 1-2 例。 男性發病率略高於女性。

## 臨床表現與症狀

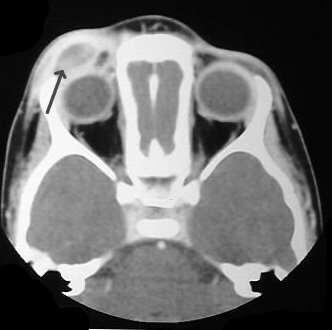
CT 掃描顯示 LCH 浸潤眼眶周圍組織 (箭頭所示)。

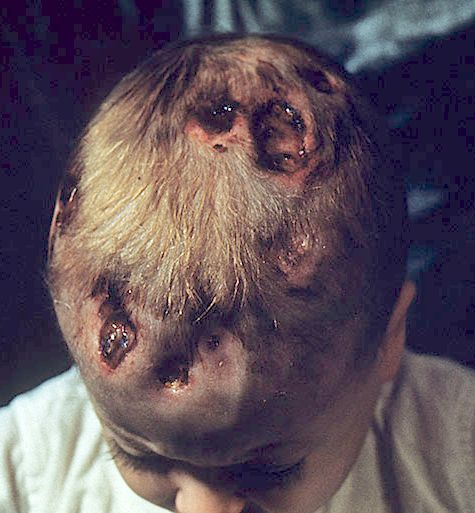
一位患有韓-薛-柯病 (Hand–Schüller–Christian disease) 的病人，此病是蘭格漢氏細胞組織球增生症的一個亞型。

LCH 的臨床表現因受累器官的數量和部位而異，症狀多樣。
- 骨骼：是最常見的受累部位（約 80% 的兒童病例），通常表現為單個或多個溶骨性病灶，可引起疼痛、腫脹或病理性骨折。顱骨、股骨、肋骨、脊柱和下頜骨是好發部位。[1]
- 皮膚：約 50% 的兒童患者有皮膚受累，表現多樣，包括類似脂溢性皮炎的皮疹（尤其在頭皮和耳後）、丘疹、結節、點狀出血或潰瘍。指甲和口腔黏膜也可能受累。[1]
- 淋巴結：淋巴結腫大也較常見。
- 肝臟和脾臟：肝脾腫大提示內臟受累，可能伴有肝功能異常、低蛋白血症、腹水等。肝、脾和骨髓被認為是「風險器官」，這些器官受累預示著較差的預後。[33]
- 骨髓：骨髓受累可導致各種血細胞減少（貧血、白細胞減少、血小板減少）。[33]
- 肺部：肺部 LCH (Pulmonary LCH) 在成人中相對常見，尤其與吸煙密切相關。[13][14][15] 患者可能出現咳嗽、呼吸困難、氣胸。影像學上常表現為囊腫和結節。[34]
- 內分泌系統：最常見的內分泌異常是尿崩症 (Diabetes Insipidus)，由下丘腦-垂體柄受累引起，導致尿量異常增多和口渴，發生率約 15-25%。[6][35] 其他可能出現的內分泌問題包括生長激素缺乏、性腺功能減退等。
- 中樞神經系統：除了垂體受累，LCH 還可引起中樞神經系統的腫塊樣病變或神經退行性病變。[7] 神經退行性 LCH 主要影響小腦和基底節，可導致共濟失調、構音障礙、認知功能下降等，磁力共振成像 (MRI) 上可見特徵性改變。[36][37]

根據受累器官系統的數量和是否有「風險器官」受累，LCH 可分為：
- 單系統疾病：僅累及一個器官系統（如骨骼、皮膚、淋巴結）。可再分為單灶性或多灶性。
- 多系統疾病：累及兩個或以上器官系統。可再分為有無風險器官（肝、脾、骨髓）受累。

## 診斷
確診 LCH 必須依賴於組織病理學檢查。

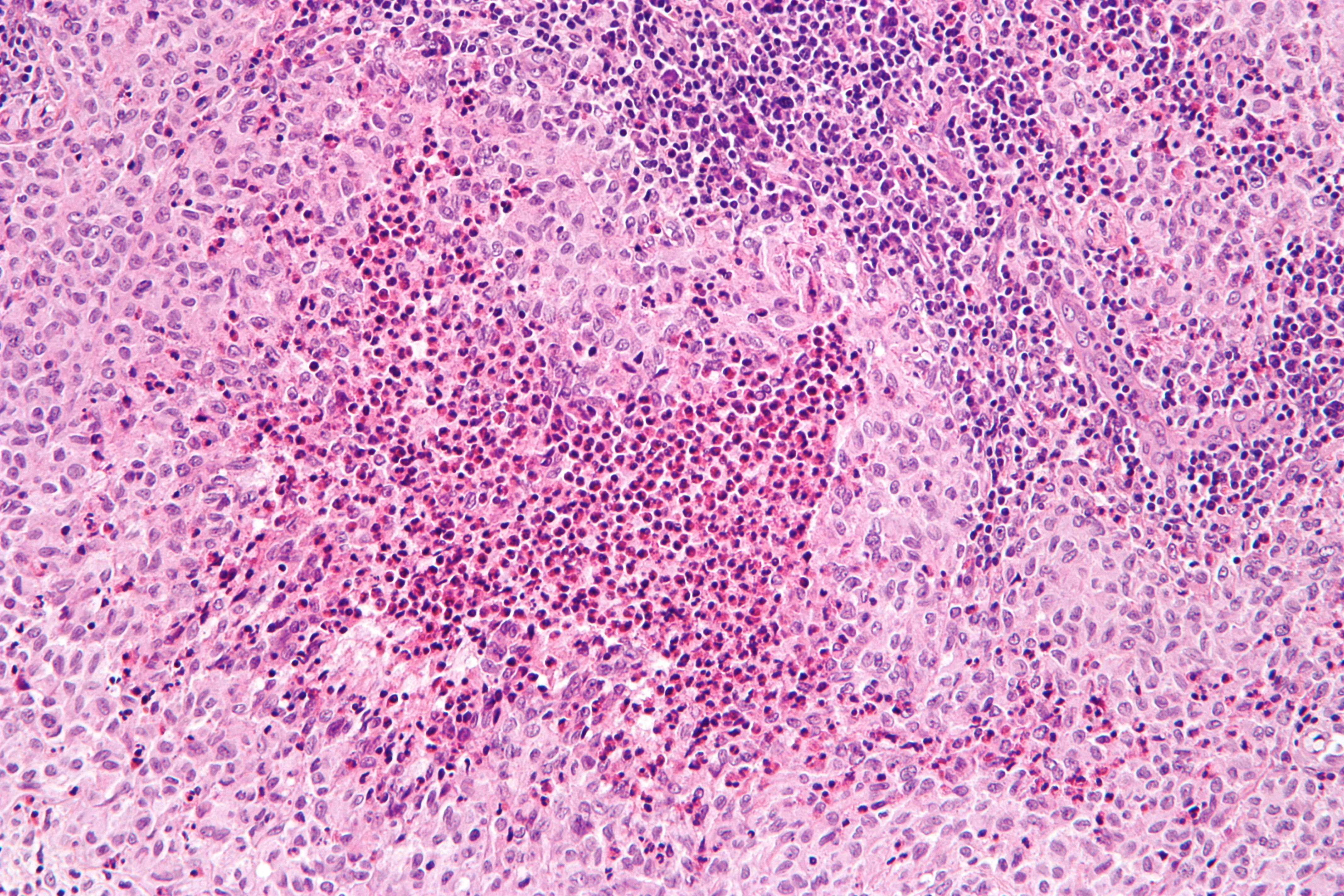
蘭格漢氏細胞組織球增生症的顯微照片。蘇木素-伊紅染色 (H&E stain)。

- 組織活檢：從受累部位（如皮膚、骨骼、淋巴結）獲取組織樣本。
- 病理學特徵：顯微鏡下可見特徵性的蘭格漢氏樣細胞浸潤，這些細胞核呈摺疊或溝槽狀（咖啡豆樣），細胞質嗜酸性。背景常伴有大量嗜酸性細胞、淋巴細胞、巨噬細胞等炎性細胞。
- 免疫組織化學染色：LCH 細胞特徵性表達 CD1a 和 CD207 (Langerin)。S100 蛋白通常也呈陽性。CD1a 和 Langerin 的陽性表達是診斷的金標準。[1][2]
- 分子檢測：強烈建議對所有 LCH 病例進行 MAPK 通路基因突變檢測（尤其是 BRAF V600E 和 MAP2K1），這對於預後判斷和指導靶向治療至關重要。[2] ALK 免疫染色或螢光原位雜交 (Fluorescence in situ hybridization, FISH) 檢測也應用於特定病例。[38]

確診後，需要進行全面的臨床評估以確定疾病範圍（分期），包括：
- 詳細病史和體格檢查。
- 全血細胞計數、肝腎功能、凝血功能等實驗室檢查。
- 骨骼X光片或全身骨掃描。
- 根據臨床表現選擇性進行胸部電腦斷層掃描 (CT)、腹部超聲或 CT/磁力共振成像 (MRI)。
- 對於多系統疾病或懷疑有隱匿病灶時，可考慮全身正電子發射斷層掃描/電腦斷層掃描 (FDG-PET/CT) 掃描。[2]
- 懷疑中樞神經系統受累時進行腦部 MRI，特別是下丘腦-垂體區域。[2][39]
- 對於尿崩症患者，需進行水剝奪試驗等內分泌評估。

## 治療
LCH 的治療策略取決於疾病的範圍（單系統疾病對比多系統疾病）和是否有風險器官受累。

### 兒童治療
- 單系統單灶性疾病：
  - 皮膚單灶：通常僅需局部治療（如外用皮質類固醇）或觀察。
  - 骨骼單灶：可通過刮除術、病灶內注射皮質類固醇或觀察。若病灶位於特殊部位（如脊柱、股骨）或有病理性骨折風險，可能需要更積極的處理，甚至短期化療。[1]
- 單系統多灶性疾病：
  - 骨骼多灶：標準治療為長春花鹼 (Vinblastine) 聯合潑尼松 (Prednisone) 化療 6-12 個月。[1][40]
  - 皮膚多灶：可能需要短期化療。
- 多系統疾病：
  - 無風險器官受累：標準一線治療為長春花鹼聯合潑尼松，療程至少 12 個月。[1][17]
  - 有風險器官受累：治療方案同上，但通常更為積極，療程也為 12 個月。早期評估治療反應非常重要。[17]
- 難治性或復發性疾病：二線治療選擇包括克拉屈濱 (Cladribine) 聯合阿糖胞苷 (Cytarabine)[41]、氯法拉濱 (Clofarabine)[42] 或靶向治療（見下文）。

### 成人治療
成人 LCH 的治療經驗相對較少，許多方案參考自兒童或淋巴瘤治療。
- 單系統疾病：處理原則類似兒童。對於肺部 LCH，戒煙是首要且最重要的措施，部分患者僅戒煙即可緩解。[13][14][15] 若戒煙無效或疾病進展，可考慮克拉屈濱或阿糖胞苷。[2]
- 多系統疾病：可選用化療方案如克拉屈濱[44][45][46]、阿糖胞苷[47]，或聯合化療方案如 CHOP[48] 或 MACOP-B[49]。靶向治療也是重要選擇。

### 靶向治療
MAPK 通路抑制劑的出現徹底改變了難治性或復發性 LCH 的治療。
- BRAF 抑制劑：對於攜帶 BRAF V600E 突變的患者，維羅非尼 (Vemurafenib)[50][51][52][53][54] 和達拉非尼 (Dabrafenib)[55][56] 顯示出顯著療效。達拉非尼常與 MEK 抑制劑曲美替尼 (Trametinib) 聯合使用。[56]
- MEK 抑制劑：對於攜帶 MAP2K1 突變的患者，或 BRAF V600E 突變但對 BRAF 抑制劑不耐受/耐藥的患者，MEK 抑制劑如曲美替尼 (Trametinib)[57] 和考比替尼 (Cobimetinib)[58][59][60] 是有效的治療選擇。
- ALK 抑制劑：對於存在 ALK 基因重排的 ALK 陽性組織細胞增生症患者，ALK 抑制劑（如克唑替尼 Crizotinib、阿來替尼 Alectinib）顯示出良好療效。[61][62][38]

靶向治療通常需要持續進行，停藥後疾病可能復發。

## 預後與長期併發症
LCH 的預後總體良好，尤其對於單系統疾病患者。兒童單系統疾病的 5 年生存率接近 100%。 多系統疾病，特別是伴有風險器官受累的患者，預後相對較差，但隨著治療方案（包括靶向治療）的改進，生存率已顯著提高。
然而，LCH 患者，即使治癒後，也可能面臨長期的後遺症和併發症，發生率可達 50% 或更高。 常見的長期併發症包括：
- 骨骼問題：骨骼畸形、病理性骨折後遺症、牙齒脫落。
- 內分泌異常：最常見的是永久性尿崩症，其次是生長激素缺乏導致的身材矮小、性早熟或性腺功能減退。[6]
- 神經系統問題：神經退行性病變可導致進行性共濟失調、認知障礙等，嚴重影響生活質素。[7][36] 學習困難、行為問題也較常見。

*聽力障礙：由顳骨受累引起。
- 肺部後遺症：肺部 LCH 患者可能出現慢性呼吸衰竭、肺動脈高壓。
- 肝臟後遺症：少數風險器官受累的患者可能發展為膽汁淤積性肝硬化。
- 繼發性惡性腫瘤：LCH 患者發生急性淋巴細胞白血病、急性髓系白血病及某些實體瘤的風險增加，可能與疾病本身或治療相關。[8]

因此，LCH 患者需要長期的多學科隨訪監測，以及時發現和處理這些晚期效應。